# Christopher Kinney
Christopher Kinney, noto Chris (Athens, 9 novembre 1988) è un bobbista statunitense.

## Biografia
Nacque ad in Athens, nello Stato federato della Georgia; la nonna era giapponese.
Iniziò la sua carriera agonistica nell'atletica leggera, specializzandosi nelle discipline veloci e negli ostacoli. Gareggiò per la Georgetown University.
All'età di vent'anni si è trasferì in Giappone per correre con la squadra giapponese. Mentre si trovava nel Pese nipponico fu vittima di atti persecutori: subì telefonate persecutorie, il taglio degli pneumatici, la vandalizzazione dell'automobile con la scritta "FUCK" e termini dispregiativi come "homo ranna-" e "kuso gei" e dell'abitazione. Il persecutore creò profili falsi su siti di appuntamenti gay e diede a sconosciuti mio numero telefono e indirizzo, scritte intimidatorie nei bagni del centro sportivo. Dovette trasferirsi in una località sconosciuta per sfuggire. Non ha mai scoperto il responsabile dello stalking.
Nel 2014 praticò per la prima volta il bob e nel 2015 passò alla disciplina in senso agonistico nel ruolo di frenatore, debuttando in Coppa Nordamericana a novembre. Esordì in Coppa del Mondo all'avvio della stagione 2016/17), il 2 dicembre 2016 a Whistler, piazzandosi al dodicesimo posto nella gara a due. 
Ha partecipato ai Giochi olimpici di Pyeongchang 2018, scopo che si era prefissato non appena decise di cimentarsi nel bob, classificandosi diciannovesimo nel bob a quattro con Nick Cunningham, Hakeem Abdul-Saboor e Samuel Michener.
Ha inoltre preso parte a due edizioni dei campionati mondiali. Nel dettaglio i suoi risultati nelle prove iridate sono stati, nel bob a due: diciannovesimo a Whistler 2019; nel bob a quattro: diciassettesimo a Schönau am Königssee 2017 e undicesimo a Whistler 2019.
In vista dei Giochi olimpici del 2018 venne incoraggiato da un compagno della nazionale statunitense LGBTQ a fare coming out e rendere pubblica la notizia della propria omosessualità con lo scopo di combattere le discriminazioni nel mondo dello sport, ma il timore di non essere accettato lo fermò. Fece coming out con i compagni di squadra durante la manifestazione olimpica, baciando un ragazzo durante una festa. Due anni più tardi si dichiarò pubblicamente, raccontando la propria storia in un articolo per Outsport.

## Palmarès

### Circuiti minori

#### Coppa Nordamericana
- 6 podi (1 nel bob a due, 5 nel bob a quattro):
  - 3 vittorie (1 nel bob a due, 2 nel bob a quattro);
  - 2 secondi posti (nel bob a quattro);
  - 1 terzo posto (nel bob a quattro).